# متلازمة مارشال وايت
متلازمة مارشال وايت (بالإنجليزية: Marshall–White syndrome)‏ حالة جلدية حيث يظهر على الجلد بقع بيضاء تسمى بقع بيير تترافق مع  الأرق وعدم انتظام دقات القلب .  :820